# 东湖镇 (连江县)
东湖镇是福建省福州市连江县下辖的一个镇，位于连江县中部，其南部靠近连江县城关所在的凤城镇，面积45平方公里。下辖10个行政村。镇政府驻地为东湖村。104国道、沈海高速公路、福州绕城高速、X136县道贯穿全境，镇内交通十分便捷，总面积45平方公里，

## 名称由来
隋开皇十三年（593年），当地林峣为解除旱灾，将私田献出并挖凿成湖，东湖也因此得名。

## 行政区划
现辖：
东湖村、湖坪村、东塘村、西庄村、飞石村、牛栏坪村、祠台村、洋门村、岩下村和天竹村。